# Арзак (мультфильм)
«Арза́к» («Arzak Rhapsody», «Arzach») — французский мультипликационный сериал, экранизация публиковавшихся в середине 1970-х одноимённых научно-фантастических комиксов художника Жана Жиро (также известного под псевдонимом Мёбиус).

## Сюжет
Когда-то давным-давно жил Арзак, одинокий воин пустыни. Его царство, пустыня «Б» — место, являющееся одновременно всем и ничем. Обитатели пустыни — хищная трава, пожирающая новые звёзды и человекообразных обезьян, паукообразные роботы и представители иных измерений, обольстительная принцесса в башне, где живут смертоносные тени… На огромном белом Птероиде летал Арзак над бескрайним пространством, охраняя его совершенную тишину и пустоту, восстанавливая волшебный порядок. Опасность подстерегала бесстрашного воина на каждом шагу, смерть таилась за каждым камнем, каждой песчинкой…

## Описание
Сериал предназначался для показа в DVD-залах и относится к категории direct-to-video. Состоит из 14-ти 4-минутных эпизодов, не связанных между собой единым сюжетом. Общим для всех 14 историй-притч является только место действия (пустыня «Б») и одинокий воин Арзак.
Бюджет сериала составил 3,5 млн франков.
Сериал отличается лимитированной мультипликацией, в основном представляющей набор статичных объектов, перемещающихся по экранному пространству. Движения персонажей как правило представлены незначительным перемещением частей тела, зачастую эффект подвижности создаётся путём масштабирования, вращения или деформации отдельных частей персонажей и объектов, а также путём морфинга (искажения).
Также нарочитой грубостью отличается стиль изображения персонажей и сцен. Если в оригинальных комиксах Мёбиус использовал приёмы, имитирующие стиль конца XIX — начала XX века ар-нуво (плавные «природные» линии, мелкие штрихи, естественные краски), то мультсериал являет собой скорее неумелую попытку художника освоить новую для него технику и технологию (в частности — векторную графику).

## Реакция зрителей
Публика приняла сериал неоднозначно. Многие выразили неудовлетворение стилем изображения и качеством мультипликации (наибольшее возмущение зрителей вызвал Птероид, который во время полёта не машет крыльями и вообще ведёт себя словно неживой объект). Поклонники комикса также высказали негодование по поводу нескончаемого внутреннего диалога Арзака (отличительной особенностью комиксов было отсутствие диалогов как таковых, одинокий воин пустыни Арзак хранил гробовое молчание).
С другой стороны, многие поклонники остались довольны переданной атмосферой уныния и неопределённости, характерной для комиксов про Арзака. Также положительные отзывы получила своеобразная медитативная музыка, написанная для фильма композитором Zanpano.

## Список эпизодов
- Легенда об Арзаке
- Утренняя тень
- Станция «Стардаст»
- Прекрасная мастерица
- Ядовитая жемчужина
- Сердце обезьяны
- Погибший город
- Девятая богиня
- Голова воина
- Облачная башня
- Ношка́
- Игрок
- Кольцо разбитых сердец
- Тайна единорога

## Издание в России
На территории России фильм распространяется независимым кино-, видео-, теледистрибьютером компанией RUSCICO в двух вариантах:
- на 2-слойном DVD-диске (русский закадровый перевод Dolby Digital 2.0, французский Dolby Digital 2.0, русские субтитры)
- т. н. «упрощённое» издание (русский Dolby Digital 2.0, оригинальный звук отсутствует, без субтитров)